# پریوور
پریوور (به لاتین: Prijevor) یک منطقهٔ مسکونی در مونته‌نگرو است که در شهرداری هرتسگ نووی واقع شده‌است. پریوور ۱۰۴ نفر جمعیت دارد.